# Thorpe (nära Howden)
Thorpe var en civil parish från 1866 till 1935 då den blev en del av Eastrington och Kilpin, i grevskapet East Riding of Yorkshire, i England. Civil parish var belägen 6 km från Goole och hade 43 invånare år 1931.